# Philopotamus
Philopotamus é um género de insetos da família Philopotamidae.
O género foi descrito em 1829 por Stephens.
Este género possui distribuição cosmopolita.
Espécie:
- Philopotamus montanus (Donovan 1813)[3]